# Tripsacum
Tripsacum é um género botânico pertencente à família Poaceae.
Na classificação taxonômica de Jussieu (1789), Tripsacum é o nome de um gênero  botânico,  ordem  Gramineae,  classe Monocotyledones com estames hipogínicos.

## Espécies
| - Tripsacum andersonii - Tripsacum australe - Tripsacum bravum - Tripsacum cundinamarce - Tripsacum dactyloides - Tripsacum fasciculatum - Tripsacum floridanum - Tripsacum intermedium | - Tripsacum jalapense - Tripsacum lanceolatum - Tripsacum latifolium - Tripsacum laxum - Tripsacum maizar - Tripsacum manisuroides - Tripsacum peruvianum - Tripsacum pilosum |